# Торино
Торино (на италиански: Torino, на пиемонтски диалект: Turin) е четвъртият по големина град в Италия след Рим, Милано и Неапол, но третият по икономическа мощ, изпреварващ по този показател Неапол. Разположен е в северозападната част на страната и е важен административен, културен и индустриален център. Той е главен град на Метрополен град Торино и на Регион Пиемонт. Към 1 януари 2025 г. населението му е 856 745 души, от които 127 836 са чужди граждани. Към 1 януари 2024 г. в Пиемонт живеят 200 български граждани.
Бил е столица на Савойското херцогство (1563 – 1847 г.), Кралство Сицилия (1713 – 1720 г.) и Кралство Сардиния (1720 – 1798 и 1814 – 1861 г.). Той е първата столица на Кралство Италия (1861 – 1865 г.) и седалище на Първия италиански парламент (1861 – 1865 г.).
Градът е известен с централата на ФИАТ и с двата си футболни клуба Ювентус и Торино.
От 10 до 26 февруари 2006 г. в Торино се провеждат Двадесетите зимни олимпийски игри.
В Торино има редица обекти, част от Савойските кралски резиденции, включени през 1997 г. в Списъка на световното културно наследство на ЮНЕСКО: Дворец „Мадама“, Дворец Кариняно, Замък Валентино, Дворец „Шабле“, Вила на кралицата, Кралски дворец, Кралска оръжейница, фасада на Театро Реджо, Палат на префектурата, Държавен архив, Бивша военна академия, Кралска кавалерия, Бивш палат на Монетния двор.
Хълмът на река По (Collina del Po) е включен от 2016 г. в списъка на ЮНЕСКО „Биосферни резервати“ по програма MaB Man and the Biosphere – междуправителствена научна програма, стартирала през 1971 г. за поддържане на балансирани взаимоотношения между човека и околната среда чрез защита на биоразнообразието и най-добрите практики за устойчиво развитие.
Торино е единственият италиански град получил престижната награда на ЮНЕСКО Creative City Design през декември 2014 г. Столицата на Пиемонт се гордее с важни постижения и голям опит в сектора на дизайна, който играе ключова роля в слединдустриалното му развитие.
Градът е избран за място на провеждане на Песенния конкурс „Евровизия“ 2022 г.
Той е родното място на някои от основните символи на Made in Italy в света: вермут, шоколад джандуя и кафе еспресо, център на италианската автомобилна индустрия, както и важен център на издателската дейност, банкирането и застраховането, информационните технологии, киното, гастрономията и енологията (вино), на космическия сектор, индустриалния дизайн, спорта и модата.
Дефиниран от Льо Корбюзие като „... градът с най-красивото природно местоположение в света“, възхваляван от множество исторически личности, сред които Фридрих Ницше, Марк Твен и Жан-Жак Русо, който описва гледката от хълма Суперга като „... най-красивата гледка, която може да впечатли човешкото око“, Торино е един от най-важните барокови градове в Европа. Освен това заедно с Милано и Палермо той е считан за италианската столица на Ар нуво, пример за което са неговите многобройни и известни исторически кафенета, процъфтяващи особено през Рисорджименто и Бел епок.
Торино е считан за езотеричен град: той е един от центровете на бялата магия (заедно с Лион и Прага) и един от центровете на черната магия (заедно с Лондон и Сан Франциско).

## География
Торино е наричан „Градът на четирите реки", защото през него текат най-голямата река в Италия – По (в източната му част), река Дора Рипария (пресича го близо до центъра му в посока запад-изток), река Сангоне (затваря го откъм юг) и потокът Стура ди Ланцо (затваря го от север). До XVI век всички торински реки текат извън градските стени, които през XXI век са видими частично.
Градът се намира в равнината, граничеща с реките Стура ди Ланцо, Сангоне и По, с лице към началото на някои алпийски долини: Вал ди Суза (свързваща го със съседна Франция чрез ЖП тунела Фреюс), Вали ди Ланцо и Вал Сангоне.
Река По подчертава разделението между хълмистата и почти равнинната част на града, разположена между 220 и 280 метра над морско равнище. Най-високата точка на общинската област е релефът Коле дела Мадалена на 715 м надморска височина близо до паметника „Фар на Победата“ (Faro della Vittoria).
Градът е в центъра на планински амфитеатър, обхващащ някои от най-красивите алпийски върхове: Монвизо – планината, от където извира река По, планината Рочамелоне (в Грайските Алпи) и масивите Гран Парадизо, Монблан, Монте Роза и Матерхорн.
На 19 март 2016 г. ЮНЕСКО признава на Парка на По и Торинските хълмове статут на биосферен резерват, а през 2020 г. ФАО и Arbor Day Foundation присъждат на града важното признание Tree City of the World 2019.
Торино се намира на 57 км от Асти, на 79 км от Верчели, на 84 км от Биела, на 93 км от Алесандрия, на 96 км от Новара, на 98 км от Кунео, на 126 км от Милано и на 155 км от Вербания. Границата с Франция е на около 70 км близо до Кол дьо Монсени, докато централният площад „Кастело“ е на 206 км от Шамбери, на 222 км от Ница, на 250 км от Женева и на 314 км от Лион.
Граничи със следните 15 общини: Венария Реале, Сан Мауро Торинезе, Груляско, Боргаро Торинезе, Коленьо, Мапано, Печето Торинезе, Пино Торинезе, Монкалиери, Бейнаско, Никелино, Сетимо Торинезе, Балдисеро Торинезе, Риволи и Орбасано.
Има следните подселища (на итал.: frazioni): Виларето, Суперга, Монгрено, Пиан дел Лот, Еремо, Сан Лука, Производствена зона Ростия, Чита дей Рагаци и Фамолента.

## Административно деление и население
Град Торино е разделен на 92 статистически зони и на свързаните с тях 34 квартала. От 1984 до 2016 г. тези квартали със съответните им административни центрове са включени в 10 административни макрозони (на итал. circoscrizioni, вж. картата), а от 2016 г. макрозоните са 8:
- Макрозона I: Чентро – Крочета
- Макрозона II: Санта Рита – Мирафиори Норд – Мирафиори Суд
- Макрозона III: Борго Сан Паоло – Ченизия – Поцо Страда – Чит Турин – Боргата Лезна
- Макрозона IV: Сан Донато – Кампидолио – Парела
- Макрозона V: Боргата Витория – Мадона ди Кампаня – Лученто – Валете
- Макрозона VI: Бариера ди Милано – Реджо Парко – Барка – Бертола – Фалкера – Ребауденго – Виларето
- Макрозона VII: Аурора – Ванкилия – Саси – Мадона дел Пилоне
- Макрозона VIII: Сан Салварио – Каворето – Борго По – Ница Милефонти – Лингото – Филаделфия

## История
Град с 2-хилядна история, Торино вероятно е основан близо до сегашното си местоположение около III век пр.н.е. от таврините. През I век пр.н.е. е превърнат в римска колония от Октавиан Август с името Юлия Августа Тавринорум. След остготското господство е столица на важно лангобардско херцогство. След като става столица на Каронлинска марка, през XI век преминава под номиналната власт на Савойската династия. Град на едноименното Савойско херцогство, през 1563 г. Торино става негова столица. От 1720 г. е столица на Кралство Сардиния (макар че е такъв само де факто до Перфектното сливане през 1847 г., когато става и официална столица) – държава, която през XIX век води до Обединението на Италия: това прави Торино първата столица на Кралство Италия (1861 – 1865 г.).

## Паметници и места от обществен интерес
Торино се отличава със своето историческо и художествено наследство, което се отразява в разнообразието от архитектурни стилове – от древноримски структури до модерни сгради. Градът е оформен значително от урбанистичните промени, започнати от Савойския двор през XVI век, което е довело до запазването на ограничен брой предбарокови паметници, предимно религиозни. 
Настоящият градски облик е резултат от значителното обновяване, извършено със статута на столица. Централните квартали се характеризират с внушителни благороднически дворци, театри и църкви, както и с дълги, обсипани с дървета алеи и покрити портици, които допринасят за уникалния градски чар. Промените продължават и през XX и XXI век, особено с индустриалната и постиндустриалната трансформация.
Сред отличителните черти на Торино са многобройните паркове и зелени площи, които обогатяват както централните части, така и периферията на града. Въпреки това, примери за военна архитектура са ограничени, главно поради разрушенията, извършени през Наполеоновия период. Освен това, средновековните селски къщи със „затворен двор“, разпространени в региона, представляват още една интересна част от архитектурното наследство на града.

### Античен и древноримски град
- Таврински аванпост Брик Сан Вито: останки от малко келтско-лигурско селище от IV – III век пр.н.е. с археологически находки на последвало късноантично и ранносредновековно селище.[24]
- Археологически парк на Порта Палатина и на римските стени[25][26]
- Порта Декумана, включена в Дворец „Мадама“ и свързаните с нея археологически разкопки[27]
- Останки от Римски театър[28]
- Археологически комплекс на Катедралата на Торино: основи на три палеохристиянски базилики близнаци, върху които се намира ренесансовата катедрала, от своя страна почиващи върху вече съществуващи къщи от римската епоха, за които са останали видими доказателства.[29][30][31]
- Останки от ъгловата кула на крепостните стени близо до Светилището на Утешителката[32]
- Участък от римски стени в подземните помещения на Сградата на Академията на науките[33]
- Различни останки от къщи от Римската империя, между които и следи от domus, на ул. „Белеция“, ул. „Санта Киара“, ул. „Бонели“, пл. „Кастело“, подземният некропол на пл. „Сан Карло“ и обществените сгради на пл. „Емануеле Филиберто“ и на бул. „11 фебрайо“.[34][35][36][37][38][39][40]

- Порта Палатина
- Останки от римския театър
- Светилище на Утешителката: римски останки

### Средновековие и Ренесанс
Поради впечатляващите градоустройствени дейности, извършени от Савойския двор от XVI век нататък Торино запазва малко паметници от средновековния и ренесансовия период. Те включват:
- Палацо „Мадама“ и Крепост на Ахая, чийто централен корпус е построен между XIII и XV век в готически стил, разширявайки и включвайки структурата на оригиналната Порта Декумана от древноримската епоха и придавайки на двореца облика на замък, който ще бъде завършен през следващите векове с фасадата на Филипо Ювара от XVIII век.
- Църква „Св. Доминик“ (Chiesa di San Domenico) на едноименната улица Сан Доменико. Издигната е през XIV век и е единственият автентично средновековен цялостен паметник в града, макар че е променен през бароковия период и впоследствие е върнат към първоначалните си готически форми чрез консервативни реставрационни дейности от XIX век.
- Торинска катедрала (Duomo di Torino): построена между 1491 и 1498 г., тя е единственият пример в града за място за поклонение в ренесансов стил.
- Романски камбанарии на Светилище на Утешителката (Santuario della Consolata) (X век), на Катедралата (XV век, завършена впоследствие през XVIII век от Ювара) и на църквата „Св. Августин“ (Chiesa di Sant'Agostino) (XV век).
- Къща на сем. Романяно (Casa dei Romagnano), средновековни останки на ул. „Мерканти“ 9.
- Дом на Сената (Casa del Senato), на площад „IV Марцо“ 17, една от малкото средновековни сгради в града.
- Дом „Пингоне“ (Casa del Pingone), на ул. „IV Марцо“. Къща със средновековна кула (маскирана), бивша резиденция на историка Филиберто Пингоне, който през 1577 г. пише първата история на Торино, озаглавена Augusta Taurinorum.
- Къща Броля (Casa Broglia), една от малкото средновековни сгради в града.
- Палат „Скаля ди Веруа“ (Palazzo Scaglia di Verrua) (XV век).
- Главна кула на Цитаделата на Торино, единствената оцеляла сграда от сложната отбранителна система на Торино, построена в периода 1564 – 1577 г. между ренесансов и бароков стил.

- Дворец „Мадама“ и Крепост на Ахая
- Сан Доменико
- Торинска катедрала и камбанария
- Камбанария на Светилището на Утешителката
- Дом „Романяно“
- Дом на Сената
- Дом „Пингоне“
- Дом „Броля“
- Дворец „Скаля ди Веруа“
- Цитадела

### Бароков и неокласически период
Сред най-известните паметници на Торино, познати и в чужбина, са:
- Моле Антонелиана от XIX век – безспорният символ на града, в който се помещава Националният музей на киното (основен в Европа[41])
- Кралски дворец: древна резиденция на херцозите, а по-късно и на кралете от Савойската династия
- Ренесансова катедрала „Св. Йоан Кръстител“ от XV век (известна с факта, че там се пази Светата плащеница)
- Египетски музей: най-старият музей в света, посветен на изкуството и културата на Древен Египет, и вторият по големина и значимост след Египетския музей в Кайро.
- Галерия Сабауда: съхранява една от най-важните картинни колекции в Италия на творби на италиански творци от епохата на Ренесанса (XIV – XVI век), на фламандски и холандски майстори (XV – XVII век) и на други чуждестранни автори (XVII – XVIII век).
- Дворец „Кариняно“: проектиран от Гуарино Гуарини и седалище на първата Kамара на депутатите на Италианския парламент.
- Палацо „Мадама“: намира сe в истинския социален и географски център на града; най-старите му части датират от римската епоха (това са две от четирите кули, понастоящем включени във фасадата). Първоначално това е източната градска порта, трансформирана в замък през Средновековието с добавянето на две кули. Сградата е ремонтирана на няколко пъти, особено в началото на XVIII век, когато е изградена фасадата на Филипо Ювара.

Град Торино и околностите му са украсени с многобройни Савойски резиденции, които са обект на Световното наследство на ЮНЕСКО. В Община Торино се намират Кралският дворец, Палат Мадама, Вилата на кралицата и Замъкът Валентино.

### Ар нуво
Торино може да се похвали със забележително присъствие на сгради в стил Ар нуво, построени между края на XIX и началото на XX век. Важните архитектурни свидетелства от тази епоха все още се забелязват в някои централни райони на града като кварталите Чентро, Крочета, Сан Салварио и Борго По, и най вече в района около първия участък на бул. „Франча“, включително кварталите Чит Турин и Сан Донато. Вследствие на нарасналия успех на Международното изложение за модерно декоративно изкуство (чиято кулминацията е през 1902 г.) Торино се счита за една от столиците на Ар Нуво и вижда разпространението на този нов стил предимно в областта на архитектурата с приноса на големи автори на времето.

### Монтументални портици
Характерни за Торино са портиците, които се простират на повече от 18 км, от които около 12 км са свързани помежду си. Първите портици датират от Средновековието, но от XVII век започват да се строят монументалните портици, които съществуват и през 21 век. Първото доказателство за това е заповедта на херцог Карл Емануил I Савойски от 16 юни 1606 г. относно изграждането на пл. „Кастело“по проект на Асканио Витоци, който включва аркади около целия площад. И в проекта за пл. „Сан Карло“ на Амедео ди Кастеламонте няколко години по-късно около него са предвидени портици. През същите години Филипо Ювара построява портиците на Порта Палацо. През 1765 г. на Бенедето Алфиери е поръчано да ремонтира портиците на пл. „Палацо ди Чита“ (площадът на кметството), а през XIX век са прибавени тези на днешните пл. „Виторио Венето“, пл. „Карло Феличе“ и пл. „Статуто“. ЖП гарите Торино Порта Нуова и Торино Порта Суза са съединени с пътека от портици по ул. „Ница“, ул. „Саки“, бул. „Виторио Емануеле II“, бул. „Винцальо“ и ул. „Черная“. Портикът, който свързва пл. „Кастело“ с пл. „Виторио Венето“ през ул. „По“ от лявата страна, е проектиран така, че да продължи да пресича улиците, за да позволи на краля да достигне река По, без да се намокри при дъжд.

### Кралски резиденции
В Торино и в областта му има множество Савойски кралски резиденции, повечето от които са обект на ЮНЕСКО:

#### Кралски резиденции в Торино
- Базилика „Суперга“ (Basilica di Superga[43]): купол, апартамент и гробница на Савойската династия
- Кралски дворец (Palazzo Reale di Torino[44])
- Дворец „Мадама“ (Palazzo Madama Torino[45])
- Дворец „Кариняно“ и апартамент на принцовете (Palazzo Carignano[46])
- Замък Валентино (Castello del Valentino[47])
- Вила на кралицата (Villa della Regina[48])
- Дворец „Шабле (Киаблезе)“ (Palazzo Chiablese[49])

- Базилика Суперга
- Кралски дворец
- Дворец „Мадама“
- Дворец „Кариняно“
- Замък на Валентино
- Вила на кралицата
- Дворец „Киаблезе“

#### Кралски резиденции извън Торино
- Кралски замък на Монкалиери (Castello Reale di Moncalieri[50]) – в град Монкалиери, на 9 км от Торино
- Ловен павилион „Ступиниджи“ (Palazzina di Caccia di Stupinigi[51]) – в град Никелино, на 13 км
- Замък в Риволи и Музей на съвременното изкуство (Castello di Rivoli, Museo d'Arte Contemporanea[52]) – в град Риволи, на 20 км
- Кралски дворец във Венария Реале (La Venaria Reale[53]) – в град Венария Реале, на 21 км
- Кралски апартаменти в Замъка „Мандрия“ (Appartamenti Reali de La Mandria[54]) – в град Венария Реале, на 21 км
- Замък „Кавур ди Сантена“ (Castello Cavour di Santena[55]) – в град Сантена, на 24 км, не е обект на ЮНЕСКО
- Кралски замък в Ракониджи (Castello Reale di Racconigi[56]) – в град Ракониджи, на 40 км
- Херцогски замък на Алие (Castello Ducale di Agliè[57]) – в градчето Алие, на 41 км
- Кралско имение Поленцо (Tenuta Reale di Pollenzo[58]) – в град Бра, провинция Кунео, на 65 км
- Кралски замък в Говоне (Castello Reale di Govone[59]) – в градчето Говоне, провинция Кунео, на 81 км
- Кралски замък Касото (Castello di Cassotto[60]) – в градчето Гаресио, провинция Кунео, на 110 км, не е обект на ЮНЕСКО

### Други известни паметници
- Затвор „Ле Нуове“ (Carceri Nuove): затворнически комплекс, действащ от 1870 г. до края на 80-те години на XX век.
- Голяма цистерна (Cisternone): големият кладенец на Торинската цитадела, построен между 1565 и 1567 г. по проект на Франческо Пачото от Урбино. Бил е част от укрепената цитадела на града. Създаден е, за да може Торино да бъде автономен по отношение на водния ресурс при случай на обсада.
- Субалпийска галерия (Galleria Subalpina): обхваща множество търговски помещения. Намира се в района между пл. „Кастело“ и пл. „Карло Алберто“ и е една от трите исторически търговски галерии на Торино.
- Лингото (Lingotto): комплекс от сгради, разположен в квартал Ница Милефонти между ул. „Ница“ (от номер 230 до 294) и клон на ЖП връзка, в непосредствена близост до едноименния торински квартал Лингото. Бивш основен производствен завод на автомобилната фабрика на ФИАТ, впоследствие превърнат в голям многофункционален център.
- Опера пер Торино (Opera per Torino): произведение на датския творец Пер Киркебю, създадено между 2004 и 2005 г. като част от проекта Artecittà. Това е портик с двойна височина, направен предимно от тухли.
- Небостъргач „Интеза Сан Паоло“: сграда на едноименната банкова група, разположена в квартал Чит Турин. Висок 167,25 м, това е третият най-висок небостъргач в Торино след този на Регион Пиемонт (205 м, в квартал Ница Милефонти) и историческата Моле Антонелиана (167,5 м, в историческия център). Проектът е дело на арх. Ренцо Пиано.
- Небостъргач на Регион Пиемонт: институционална сграда, чиито строителни работи започват на 30 ноември 2011 г., по проект на Масимилиано Фуксас, който предвижда 42 етажа, 41 от които за гражданско ползване, а последният ще се използва като висяща гора. Той е предназначени да се превърне в единственото седалище на региона с изключение на Регионалния съвет.

- Затвор „Ле Нуове“
- Субалпийска галерия
- Лингото
- Опера пер Торино
- Небостъргач на Регион Пиемонт

### Основни торински площади
- Пл. „Кастело“: главният площад на Торино, сърцето на историческия център на града, където се сливат четири основни улици: пешеходната ул. Гарибалди, ул. „По“, ул. „Рома“ и ул. „Пиетро Мика“.
- Пл. „Сан Карло“: един от най-важните площади в историческия център на Торино. Често наричан от торинците „холът на града“, той е вмъкнат в оста на пътя на ул. „Рома“, която го свързва с пл. „Кастело“ и пл. „Карло Феличе“.
- Пл. „Виторио Венето“: един от историческите и аркадни площади на Торино, разположен в източната част на центъра на града, между края на ул. „По“ и левия бряг на река По.
- Пл. „Солферино“: голям площад в историческия център на града, ограничен от ул. „Пиетро Мика“, ул. „Санта Тереза“ и ул. „Черная“ от едната страна, и от ул. „Арчивесковадо“ от другата; доста тесен и дълъг, той представлява отправна точка за бул. „Ре Умберто“.
- Пл. „Статуто“: един от най-важните площади в западната част на историческия център на Торино. Той е последният от големите площади от периода на Рисорджименто, характеризиращ се с елегантни сгради и с големи портици по периметъра си.
- Пл.„Карло Алберто“: един от историческите, пешеходни площади в центъра на Торино, разположен на гърба на Дворец „Кариняно“, на кратко разстояние от ул. „По“ и ул. „Джузепе Верди“. Граничи с улиците „Чезаре Батисти“, „Принчипе Амедео“ и „Карло Алберто“.
- Пиаца д'арми: навремето е един от площадите, предназначени за събирането на войските и техните паради.
- Площад на Републиката: със своите 51 300 м² е най-големият площад в града и ежедневно е домакин на най-големия пазар на открито в Европа – този при Порта Палацо
- Пл. „Кавур“ (също Джардино Кавур): малък градински площад, разположен в южната част на историческия център на Торино, на кратко разстояние от пл. „Валдо Фузи“, пл. „Карло Емануеле II“ и църквата „Сан Масимо“, между ул. „Кавур“, ул. „Дей Миле“, ул. „Фратели Каландра“ и ул. „Джолити“.
- Пл. „Карло Феличе“: намира се на пресичането на ул. „Рома“ с бул. „Виторио Емануеле II“, точно пред ЖП гарата Порта Нуова.
- Пл. „Карло Емануеле II“ (нар. също пл. „Карлина“): един от основните площади в центъра на града. Пресича се от ул. „Мария Витория“ и ул. „Академия Албертина“, близо до ул. „По“.
- Пл. „Сан Джовани“: един от историческите площади на Торино, разположен в сърцето на историческия му център и на който е разположена Торинската катедралата, също посветена на Свети Йоан. Пресича се от важната артерия на ул. „XX Сетембре“ и е свързан с пл. „Кастело“ през проход с портик от страната на Дворец „Киаблезе“ и Кралския дворец.
- Пл. „Савоя“ (нар. още Площад на обелиска): в историческия център на Торино – в Куадрилатерато Романо, между ул. „Корте д'Апело“ и ул. „Консолата“. Представлява една от най-любопитните гледки към града поради обелиска, който доминира центъра му.
- Пл. „Палацо ди Читà“ (нар. още Пиаца деле Ербе): малък централен площад, разположен в съответствие с централната част на древния римски град. На него се намира Палацо Чивико – седалището на местната администрация.

- Пл. „Кастело“ с Кралския дворец
- Пл. „Сан Карло“
- Пл. „Виторио Венето“
- Пл. „Солферино“ с фонтана Анджелика
- Пл. „Статуто“
- Пл. „Карло Алберто“
- Пиаца д'арми
- Площад на Републиката
- Пл. „Кавур“
- Пл. „Карло Феличе“ с ЖП гара Порта Нуова
- Пл. „Карлина“
- Пл. „Сан Джовани“
- Пл. „Савоя“
- Пл. „Палацо ди Читà“

### Религиозни центрове
В град Торино има множество религиозни сгради. По-голямата част от тях са католически църкви. Ако изключим многобройните съвременни църкви, построени от нулата след Втората световна война след силното разширяване на жилищата в града след големия имиграционен поток през 1950-те и 1960-те години, повечето от църквите в Торино са построени през XVII и XVIII век. Преобладаващият архитектурен стил е барокът, но има и примери за ренесансов и неокласически стил или за смеси между един от тях и барока (напр. неокласическа фасада и бароков корпус).
По проектирането и изграждането на свързаните с католическите църкви сгради работят известни архитекти:
- Амедео ди Кастеламонте (Параклис на Светата плащеница, Базилика „Корпус Домини“)
- Карло ди Кастеламонте (Параклис на Светата плащеница, църква „Санта Кристина“)
- Андреа Костагута (Църква „Сан Франческо да Паола“, Църква „Санта Тереза“)
- Гуарино Гуарини (Параклис на Светата плащеница, Светилище на Утешителката, църква „Сан Лоренцо“)
- Филипо Ювара (Базилика Суперга, църква „Сан Филипо Нери“, Светилище на Утешителката, църква „Санта Кристина“, църква „Мадона дел Кармине“)
- Филипо Джовани Батиста Николис ди Робиан (Църква „Санта Пелагия“, Църква на милосърдието)
- Бернардо Антонио Витоне (Църква „Сантисима Анунциата“, Църква „Санта Мария ди Пиаца“, Църква „Сан Франческо д'Асизи“, Църква „Санта Киара“)
- Асканио Витоци (Базиликата „Корпус Домини“, църква „Сантисима Тринитà“)

### Гробища
- Монументално гробище (Cimitero monumentale): намира се на бул. Новара 135 в квартал Реджо Парко. Това е най-голямото гробище в града и едно от най-големите в Италия. Построено е през 1827 – 1829 г. В него има също Крематориумен храм и еврейско гробище. Има множество погребални паметници на известни личности и такива с ценна изработка.
- Парково гробище (Cimitero Parco): построено през 1972 г. в далечната южна част на Торино, то е второто по големина гробище в града
- Гробище „Мирафиори“: малко гробище, разположено на бул. Унионе Совиетика 650 в южната част на града
- Гробище „Саси“: намира се на едноименния път на номер 24
- Гробище „Каворето“: намира се на хълм в квартал Каворето
- Гробище „Абадия ди Стура“: намира се на Пътя на Сетимо 307, в северната част

### Пазари
В Торино има 42 местни пазара. Въпреки че градът не е домакин на най-големия брой от тях в Италия, рекордът се дължи на факта, че те са фиксирани, отворени всеки ден и разположени във всички квартали. Най-важните от гледна точка на размера и оборота се провеждат на площад „Бенефика“ (Piazza Benefica), бул. „Алчиде Де Гаспери“ (Corso Alcide De Gasperi), ул. „Онорато Вилиани“ (via Onorato Vigliani), бул. „Звицера“ (Corso Svizzera), бул. „Ракониджи“ (Corso Racconigi) и пл. „Барчелона“ (Piazza Barcellona).
Най-известният пазар в града е този при Порта Палацо (на итал. Porta Palazzo, на пиемонтски Pòrta Pila), който е най-големият пазар на открито в Европа.
Най-известният пазар на стоки втора употреба в Торино е Балун (Balon) в квартал „Аурора“, по-точно в района му Борго Дора (по главните му улици Goffredo Mameli, Borgo Dora и Bernardino Lanino), който се слива с близкия хранителен пазар Порта Палацо. Това създава най-големият пазар на открито в Европа. От 1980-те години се провежда и Гран Балун (Gran Balon) всяка втора неделя на месеца, на който се продават и антики.

### Природни зони
Торино е един от италианските градове с най-много зеленина на човек от населението. Към 2015 г. на градската площ от 13 km² има 21,37 km² зелени площи, т.е. около 23,6 m² зеленина на жител. В града има 60 хил. дървета по улиците и 100 хил. дървета в парковете. Освен това през 2017 г. благодарение на видимия зелен индекс от 16,2% Торино се нарежда на 13-о място сред 17-те града с най-много дървета в света; той е единственият италиански град в класацията.
В квартал Сан Салварио се намира жилищният блок Condominio 25 Verde – първият опит за биоархитектура в града, дело на Лучано Пия. Принципът му е същият като този на по-внушителния небостъргач Боско Вертикале („Вертикална гора“) в Милано. Сградата се намира близо до Парк Валентино.
Торино е и първият италиански град сред тези с над 500 хил. жители по отношение на дела на разделното събиране на отпадъци, който през 2014 г. достига 42,2%.
Градската хигиена и събирането на отпадъци се управляват от 1969 г. от Amiat – компания, която се занимава и с възстановяване на околната среда на сметище Басе ди Стура, чиято най-старата част – изчерпана през 1983 г. и с обща площ от 300 000m² става речен парк, известен като градски парк Марморина.

#### Паркове
Торино има 51 парка в градската зона. Най-големите и най-популярните от тях са: Парк „Валентино“, Парк „Пелерина“, Парк „Колета“, Парк „Риньон“ и по-новият Парк „Колонети“. Около града, в пръстен, са разположени природният парк „Ла Мандрия“ и паркът на Ловен павилион Ступиниджи – някогашни ловни резервати на Савойската династия, както и тези, разположени на хълмовете на Торино, като Възпоменателният парк и Парк „Европа“. В различните квартали на града има множество малки паркове, в които има около 240 детски площадки. В началото на 1960-те години кметът на града Амедео Пейрон създава първата градина в Италия, оборудвана с детски площадки.
Списъкът с паркове в град Торино дава накратко характеристиките на най-значимите паркове, които се намират изцяло или частично в градската зона на града.
| N. | Наименование                                               | Наименование на италиански                             | Разположение                                                        | Посветен на:                                           | Площ (m2) | Година / период начало/ на създаване              | Изображение     |
| -- | ---------------------------------------------------------- | ------------------------------------------------------ | ------------------------------------------------------------------- | ------------------------------------------------------ | --------- | ------------------------------------------------- | --------------- |
| 1  | Парк „Карара“, нар. още Парк „Пелерина“                    | Parco Carrara detto della Pellerina                    | Лученто и Парела (вкл. Кампидолио на Парлеа                         | Марио Карара (лекар, антифашист)                       | 837 220   | 1930 – 1980                                       |                 |
| 2  | Парк „Колета“                                              | Parco Colletta                                         | Ванкилиета (граница с Реждо Парко)                                  | Пиетро Колета (патриот, историк, генерал)              | 448 000   | кр. на 1980-те г.                                 |                 |
| 3  | Парк „Колонети“                                            | Parco Colonnetti                                       | Мирафиори Суд                                                       | Густаво Колонети (инженер, математик и политик)        | 385 800   |                                                   |                 |
| 4  | Парк „Ди Виторио“                                          | Parco Di Vittorio                                      | Лингото                                                             | Джузепе Ди Виторио (синдакалист, политик и антифашист) | 125 700   |                                                   |                 |
| 5  | Парк „Дора“                                                | Parco Dora                                             | Спина 3                                                             |                                                        | 430 000   | 2011 – 2012                                       |                 |
| 6  | Парк „Европа“                                              | Parco Europa                                           | Каворето                                                            |                                                        | 99 300    | 1954                                              |                 |
| 7  | Парк „Фалкера“                                             | Parco Falchera                                         | Фалкера                                                             | Езерца на Фалкера                                      | 430 000   | 2015 – 2020 (строеж) нач. август 2020 (откриване) |                 |
| 8  | Парк „Мейзино“                                             | Parco del Meisino                                      | Боргата Роза-Саси                                                   |                                                        | 450 000   | 1988                                              |                 |
| 9  | Парк „Нобиле“                                              | Parco del Nobile                                       | Strada Vicinale del Nobile                                          |                                                        | 106 900   |                                                   |                 |
| 10 | Кралски градини на Торино                                  | Giardini Reali                                         | зад Кралския дворец                                                 |                                                        | 103 000   | 1805                                              |                 |
| 11 | Парк на Пиемонтските партизански републики                 | Parco delle Repubbliche Partigiane Piemontesi          | Общински път „Сан Вито“ в Ревиляско (на височината на Пиан дел Лот) | Пиемонтски партизански републики                       | 450 000   |                                                   |                 |
| 12 | Парк „Риньон“                                              | Parco Rignon                                           | Санта Рита                                                          | Феличе Риньон (сенатор)                                | 46 200    | 1912                                              |                 |
| 13 | Възпоменателен парк                                        | Parco della Rimembranza                                | Брик дела Мадалена                                                  | Падналите торинци в Първата световна война             | 442 000   | 1925                                              |                 |
| 14 | Парк „Руфини“ или Парк на Новия Валентино                  | Parco Ruffini o del Valentino Nuovo                    | Поцо Страда                                                         | Франческо Руфини (юрист, историк, политик)             | 127 860   | 1925                                              |                 |
| 15 | Парк „Стура“                                               | Parco Stura                                            | Макрозона VI                                                        | Стура ди Ланцо                                         |           | 1995 – 2020                                       | Parco Stura Sud |
| 16 | Природен парк на хълма Суперга                             | Parco naturale della Collina di Superga                | Суперга                                                             |                                                        | 7 458 500 |                                                   |                 |
| 17 | Парк „Тезориера“                                           | Parco della Tesoriera                                  | Парела                                                              |                                                        | 56 000    | 1975                                              |                 |
| 18 | Археологически парк „Палатински кули“ (леха „Секондо Пия“) | Parco Archeologico Torri Palatine (Aiuola Secondo Pia) | пл. Сан Джовани                                                     | Секондо Пия (адвокат и фотограф)                       | 17 200    |                                                   |                 |
| 19 | Парк „Валентино“                                           | Parco del Valentino                                    | Сан Салварио                                                        | вероятно на Св. Валентин от Терни                      | 421 000   | 17 – 19 – 20 век                                  |                 |
| 20 | Парк „Рицари на Виторио Венето“                            | Parco Cavalieri di Vittorio Veneto                     | пиаца д'Арми                                                        | Рицари на Виторио Венето                               | 220 000   | 1974                                              |                 |
| 21 | Парк „Свети Вит“                                           | Parco di San Vito                                      | път Сан Вито (strada S. Vito)                                       | -                                                      | 54 600    |                                                   |                 |
| 22 | Парк „Леопарди“                                            | Parco Leopardi                                         | бул. Монкалиери                                                     | Джакомо Леопарди                                       | 68 200    |                                                   |                 |

#### Дървета столетници и монументални дървета
Торино е дом на няколко големи дървета: големият чинар в парк „Тезориера“ (660 см обиколка на ствола, на възраст над два века), чинарите в парк „Валентино“, метасеквоите на Алпинеума, открит през 1961 г., най-старите дървета от Ботаническата градина, основана през 1729 г. в непосредствена близост до стените на замъка Валентино.
Торино също така е дом на вековни екзотични дървета, като например крайбрежните секвои (Sequoia sempervirens) в хълмистите паркове на Вила Дженеро и Джакомо Леопарди, многобройните екземпляри от кавказки орех (Pterocarya fraxinifolia) по река По и в обществени паркове като Градини „Кавур“, Градина Sambuy, Долните Кралски градини (покрай бул. Сан Маурицио) и Парк „Милефонти“. Два грандиозни екземпляра от бял габър (Carpinus betulus) обогатяват големия Възпоменателен парк, който се простира по протежение на релефа Коле дела Мадалена.

#### Виа Франчиджена
Via Francigena, клон на Монченизио, минава през града. Маршрутът, един от любимите през Средновековието, след като прекосява вододелния район Франция / Италия при Коле дел Монченизио, отива във Вал ди Суза – земя на важни абатства като Абатство Новалеза, Сакра ди Сан Микеле и Свети Антоний от Ранверсо, и минава през Торино покрай парк „Колета“, върви към град Сан Мауро Торинезе, след това към град Кивасо и впоследствие към град Верчели, където се съединява с другия клон на поклонническия път, идващ от прохода Голям Сан Бернар.

## Култура

### Туризъм

#### В миналото
Дестинация на Grand Tour (някогашно дълго пътуване в Континентална Европа, предприемано от богаташите на европейската аристокрация с цел усъвършенстване на знанията), Торино е един от първите италиански градове с туристически гид в историята: по случай 300-годишнината от чудото на Светите Дарове книжарят Джовани Гаспаре Кравери публикува Guida de' forestieri. Пътеводителят му разделя посещението на града на четири дни и описва околностите много подробно. Книгата е последвана от други гидове – дело на горди с града си торинци като напр. Онорато Дероси, който през 1781 г. публикува своя „Нов пътеводител за град Торино“ (Nuova guida per la città di Torino).

#### В настоящето
От 2006 г. – годината на XX зимните олимпийски игри туристическата атрактивност на града нараства стабилно. През 2017 г. Торино се нарежда твърдо сред първите 10 града в Италия по туристически пристигания и престой, съответно 1 200 000 и 3 700 000 души. Ако се включи и първият градски пояс, пристигащите са почти 1 900 000 души, а нощуващите – 5 000 000 души.
Признанието идва и от международната преса. През 2016 г. американският всекидневник Ню Йорк Таймс препоръча град Торино (единственият в Италия) като една от 52-те световни дестинации за посещение през годината. През същата година Skyscanner го поставя сред 20-те най-красиви градове на изкуството в Италия, а блогърите го включват сред 16-те италиански градове, които трябва да се посетят. Общо посещаемостта, регистрирана в града през календарната година, е 4 800 000 души.
Международният уебсайт за пътувания eDreams определя Торино като една от най-важните туристически дестинации в света за 2017 г. и като първата европейска туристическа дестинация, както и като културна столица на Северна Италия.

### Музеи
Торино е един от най-богатите градове в Италия в художествено отношение и е домакин на голям брой музеи, много от които имат огромно значение в национален и в световен мащаб. Сред тях има множество музеи за древно и съвременно изкуство, за религиозно изкуство и култура, исторически музеи, музеи на науките. Някои от тях са уникални по рода си, като Египетският музей с втората най-богата колекция на артефакти от Древен Египет в света след тази на Музея в Кайро (Египет) или Националният музей на киното.
Любовта на Савойската династия към изкуството и културата намират израз в Кралската оръжейница, една от най-богатите в Европа, в Галерия Сабауда (с нейната богата колекция от италианско и фламандско изкуство, Градския музей на древното изкуство в Палацо Мадама, Националния музей на Италианското Рисорджименто в Палацо Кариняно, Кралският дворец.
В началото на XX век в Торино е родено италианското кино, прославяно днес в Националния музей на киното, разположен в Моле Антонелиана – символ на града, чието изкачване с асансьор позволява да се насладим на гледка към Торино на 360 градуса. Друго панорамно място е Националният планински музей „Дука дели Абруци“ на Хълма на капуцините, създаден от първите членове на Италианския алпийски клуб.
Индустриалната ангажираност на града намира израз в Националния автомобилен музей и Историческия център на ФИАТ.
Торино е и столица на модерното и съвременното изкуство, израз на което са Градската галерия за Модерно и съвременно изкуство, Фондацията „Сандрето Ре Ребауденго“, Фондация „Мерц“, Пинакотеката „Джовани и Марела Анели“, Италианският фотографски център „Камера“, Музеят за съвременното изкуство в Замъка в Риволи.
В града се намират множество научни музеи, сред които Музеят на човешката анатомия „Луиджи Роландо“, Регионалният музей на естествените науки, Планетариумът и Музеят на астрономията и Космоса, Музеят на околната среда и много други.
От спортните музеи можем да посочим Музеят на ФК „Ювентус“ и Олимпийският музей „Торино 2006“.

### Висше образование
Университетският център в Торино е един от основните в Италия. Двата най-важни университета са Торинският университет и Политехническият университет. За учебната 2024/2025 г. в Торинския университет са записани 83 хил. души, от които 6% са чуждестранни граждани. За учебната 2023/2024 г. в Политехническия университет са записани 39 929 души, от които 19,2% – чуждестранни граждани.

#### Държавни
- Торински университет (Università degli Studi di Torino)[79]
- Политехнически университет Торино (Politecnico di Torino)[80]
- Академия за изящни изкуства „Албертина“ (Accademia Albertina di Belle Arti)[81]
- Държавна консерватория „Джузепе Верди“ (Conservatorio Giuseppe Verdi)[82]
- Торинска военна академия (Comando per la Formazione e Scuola di Applicazione)[83]
- Медицинска академия на Торино (Accademia di Medicina di Torino)[84]
- Земеделска академия (Accademia d'Agricoltura)[85]
- Теологически факултет на Северна Италия (Facoltà Teologica dell'Italia Settentrionale[86])

#### Частни
- Европейския институт за дизайн (Istituto europeo di design)[87] кампус
- Институт за приложни изкуства и дизайн (Istituto d'arte applicata e design)[88]
- Международен университетски колеж на Торино (International University College of Turin)[89]
- Университетски салезиански институт „Торино Ребауденго“ (IUSTO – Istituto Universitario Salesiano Torino Rebaudengo)[90]
- Висше училище по търговия на Париж[91], кампус
- Училище „Холдън“ (Scuola Holden)[92]
- Униколидж (Unicollege)[93], за езикови посредници
- Висше училище за езикови посредници „Витория“ (SSML Vittoria)[94]
- Институт „Котоленго“ (Istituto Piccola casa Divina Provvidenza Cottolengo)[95], кампус на Католическия университет на Светото сърце
- Университетски колеж „Луиджи Ейнауди“ (Collegio universitario Luigi Einaudi)[96]

В Торино е основан и се намира националното седалище на Народния университет за трите възрасти (UNITRE – Università delle Tre Età). който предлага курсове на различни теми.
- Ректоратът на Торинския университет
- Политехническият университет
- Академията „Албертина“
- Консерваторията„ Джузепе Верди“
- Вход на Палата на Арсенала

### Научни изследвания
Торино е дом на важни научни, технологични и кинематографски изследователски институти, които са свидетелство за културна традиция, основана на експериментите и иновациите. Сред тях са:
- Академия на науките на Торино (Accademia delle Scienze di Torino[98]), основана през 1757 г.
- Национален институт за метрологични изследвания (INRiM[99]), създаден с DL 38/2004 чрез сливането на Националния електротехнически институт „Галилео Ферарис“ с Института по метерология „Густаво Колонети" на Националния съвет за иследпвателска дейност (CNR)
- Изследователски и технологично-иновационен център на Rai (Centro ricerche e innovazione tecnologica Rai[100]), намиращ се на бул. „Джамбоне“
- Институт за научен обмен (Istituto per l'Interscambio Scientifico[101])
- Медицинска академия на Торино (Accademia di medicina di Torino[84])
- Telecom Italia Lab[102] (бивш CSELT)
- Земеделска академия (Accademia d'Agricoltura[85])
- Кинематографски експериментален център (Centro sperimentale cinematografico[103]) към Националната филмова школа

Торино винаги е бил много оживен град от гледна точка на научни и приложни изследвания в различни дисциплини. С течение на времето той постига няколко рекорда. Например тук се ражда електродвигателят с променлив ток на Галилео Ферарис, който открива и демонстрира ротационното магнитно поле. През 1977 г. Торино е и първият град в света, оборудван с градска оптична мрежа (9 км), тествана от Телекомуникационния изследователски център CSELT; също така в CSELT се ражда инициативата MPEG, която води до създаването, наред с други, на MP3 аудио кодиращия стандарт, широко разпространен по целия свят.
Освен това в Торино се случват някои забележителни епизоди в историята на компютърните науки: Чарлз Бебидж представя проекта за своята Аналитична машина за първи път на научна конференция в града по покана на астронома Джовани Плана. Около век по-късно роденият в Торино Пиер Джорджо Перото, създател и дизайнер на първия персонален компютър – Програма Оливети 101, а също така е преподавател в Политехническия университет.
През 2016 г. Торино печели второ място в престижната Награда за Европейска столица на иновациите – iCapital, след Амстердам и изпреварвайки Париж.

### Библиотеки и архиви
В Торино има над 300 библиотеки в най-различни области, със свободен или ограничен достъп. Някои от най-важните от тях са: Националната университетска библиотека на Торино и Кралската библиотека – и двете собственост на Държавата, Централната градска библиотека, както и много специализирани библиотеки като Международна библиотека за кино и фотография „Марио Громо“, Националната библиотека на Италианския алпийски клуб, Библиотеката на Фондация „Луиджи Ейнауди“, художествените библиотеки на Градската галерия за модерно и съвременно изкуство и на Академия „Албертина“. Други важни стари библиотеки са Библиотеката на Академията на науките, Библиотеката на Подготвителната армейска школа, Библиотеката на Държавния архив, Провинциалната библиотека на братята капуцини и много други. Към тях се добавят централните и ведомствените библиотеки на редица служби и учреждения, вкл. и на университетите: към декември 2019 г. Торинският университет има 35, а Политехническият университет – 17 библиотеки.

#### Градски библиотеки
В града има 18 общински градски библиотеки със свободен и безплатен достъп. Най-голямата от тях е Централната градска библиотека (Biblioteca Civica centrale), открита на 22 февруари 1869 г. под името „Публична общинска библиотека“. Днес тя притежава ок. 524 553 документа, над 30 000 ръкописни писма, над 2000 ръкописа, 67 старопечатни книги и 1600 книги от 16 век. Заслужава да се споменат и колекциите от локална история, изобразително изкуство, театър и визуални изкуства. Колекцията от периодични издания от 18 век до 21 век включва около 2828 заглавия.
- Каталог на общинските градски библиотеки на Торино: BCT - Ricerca nel catalogo in linea[110]

#### Академични библиотеки
Най-важната академична библиотека в Торино е Националната университетска библиотека. Тя е разрушена през Втората световна война и изцяло възстановена между 1958 и 1973 г. Датира от 1720 г., когато Виктор Амадей II Савойски създава Библиотеката на Кралския университет, резултат от обединението на колекцията от книги на Торинския университет и тази на Савоя. Между 17 и 18 век, с оглед да се подпомогне научната дейност, насърчавана от Савоя, тя се обогатява с доста томове от покупки и завещания. Обявена за национална библиотека през 1873 г., съхранява 763 833 печатни тома, 2095 периодични издания, 4554 ръкописа, 1600 раннопечатни книги e 10 063 произведения от 16 век, над 15 хил. графики и др. Заедно с нея Торинският университет има още 34 библиотеки по хуманитарни и точни науки.
- Каталог на Университетските библиотеки TUTTO[111]
- Библиотечна система на Торинския университет SBA[112]

Нужно е да се споменат и Библиотеките на Политехническия университет на Торино, които са 17 на брой.
Други академични библиотеки са Библиотеката на Художествената академия „Албертина“, Библиотеката на Академията на науките, Библиотеката на Държавната консерватория „Джузепе Верди“, Библиотеката на Земеделската академия в Торино и др.
Освен някои от горепосочените библиотеки съществуват и много специализирани библиотеки като библиотеки на културни и изследователски центрове, библиотеки на фондации, библиотеки на изследователски институти, музейни библиотеки, религиозни библиотеки и много други.

### Оперни и концертни зали, театри и кина
Торино е град с богат художествен и културен живот, който отделя голямо внимание на изкуството (изобилства на музеи и художествени галерии), музиката, киното (пример за което е известният Торинския филмов фестивал) и театъра. В града има много театри, където може да се видят различни видове спектакли: комедии, класически театър, балет, опера, концерти, поезия и др. Най-известните сред оперите и театрите са Оперен и балетен Театър „Реджо“, Театър „Гобети“, Театър „Кариняно“, Театър „Колосео“ и Театър „Алфиери“.

#### Оперни и концертни зали
- Оперен и балетен театър „Реджо“ (Кралски театър) (Teatro Regio[117]), сцена на първото поставяне на „Бохеми“ на Пучини. Един от най-големите оперни театри в Италия и сред най-престижните в Европа и света. Построен е през 1740 г., а през 1997 г. фасадата му – дело на Бенедето Алфиери е призната за част от Световното културно наследство на ЮНЕСКО.
- Концертна зала на RAI „Артуро Тосканини“ (Auditorium Rai „Arturo Toscanini“[118]), седалище на Националния симфоничен оркестър на Rai
- Концертна зала „Джани Аниели“ (Auditorium „Gianni Agnelli“[119]), в Конгресен център „Лингото“
- Концертна зала „Интеза-Сан Паоло“ (Auditorium Intesa-Sanpaolo[120])
- Концертна зала „Вивалди“ (Auditorium „Vivaldi“[121]), в Националната университетска библиотека
- Концертна зала „Арсенал на мира – Сермиг“ (Auditorium Arsenale della Pace – Sermig[122])
- Концертна зала „Орфей“ (Educatorio della Provvidenza – Auditorium Orpheus[123])

#### Театри
- Театър „Стабиле“ (Teatro Stabile di Torino[124]). Национален театър,[125] основана през 1955 г.; вторият в Италия след Театро Стабиле в Милано. Занимава се с продукцията на Театър „Кариняно“, Театър „Гобети“ в Торино и на „Фондерие Лимоне“ в Монкалиери.

- Театър „Кариняно“ (Teatro Carignano[126]). Един от най-важните и стари театри в града. Първата му дървена конструкция датира от 17. век. По онова време е театър на кралското семейство, където суверенът гледа комедии. Към 2019 г. е част от Театър „Стабиле“ и предлага богата програма, която варира от трагедии до комедии, от класика до съвременни творби.
- Театър „Гобети“ (Teatro Gobetti[127]). Помещава се в красива историческа сграда от 1840 г. Той е едно от седалищата на Театър „Стабиле“ и е обществена институция на Пиемонт в областта на драматичния театър, с която се отличава.
- Театър „Колизей“ (Teatro Colosseo[128]). Един от най-важните театри в града, обичайна спирка за италиански и международни певци по време на зимните им турнета. Известен е и с многобройните си моноспектакли.

- Театър „Виторио Алфиери“ (Teatro „Vittorio Alfieri“[129]). Открит през 1855 г., той е почти унищожен от пожар през 1858 г. и е възстановен през 1860 г., като е един от най-старите и важни в Торино. Заедно с театър „Ерба“ и театър „Джойело“ към 2019 г. е част от веригата „Торински спектакли“ на Нов театър на Торино. Театърът е предимно драматичен и е домакин на множество концерти.
- Театър „Джойело“ (Teatro Gioiello[130])
- Театър „Ерба“ (Teatro Erba[131])
- Нов театър (Teatro Nuovo[132]), основан през 1975 г., първият танцов театър в Италия.
- Театър „Маркиза“ (Teatro Marchesa[133])
- Алфа театър (Alfa Teatro[134])
- Театър „Виктория“ (Teatro Vittoria[135])
- Театър „Джулия ди Бароло“ (Teatro Giulia di Barolo[136])
- Театър Танграм (Tangram[137])
- Театър „Монтероза“ (Teatro Monterosa[138])
- Театър „Астра“ (Teatro Astra[139])
- Театър „Кардинал Масая“ (Teatro Cardinal Massaia[140])
- Малък сатиричен театър (Piccolo Teatro Comico[141])
- Вариатетен театър „Ле Мюзикхол“ (бивш театър „Ювара“) (Le Musichall,[142] ex Teatro Juvarra)
- Театър „Джандуя“, бивш театър „д'Анжан“ (Teatro Gianduja,[143] ex d'Angennes)
- Театър дела Кадута (Teatro della Caduta[144])
- Кино-театър „Барети“ (Cineteatro Baretti[145])
- Кино-театър „Анели“ (Teatro Agnelli)
- Кино-театър „Сан Джузепе“ (Cinema Teatro San Giuseppe[146])
- Театър „Крочета“ (Teatro Crocetta[147])
- Кралска кавалерия (Cavallerizza Reale:[148] Teatro Maneggio, Teatro Argentino)
- Лаборатории „Хаос“ (Officine CAOS[149])
- Малък сатиричен театър (Piccolo Teatro Comico[141])
- Театър „Сан Джузепе“ (Teatro San Giuseppe[150])
- Театър „Куб“ (Cubo Teatro[151])
- Театър „Еспас“ (Teatro Espace[152])
- Ателие „Физически театър“ (Atelier Teatro Fisico[153])
- Театър „Беларте“ (Teatro BellARTE[154])
- Кафе „Мюлер“ (Café Müller[155])
- Кап Диечиченто (CAP10100[156])
- Малък бос театър (Piccolo Teatro Scalzo[157])
- Кабаретен театър „Каб Куарантуно“ (Cab 41[158])
- Голям театър „Валдоко“ (Teatro Grande Valdocco[159])
- Кръжок „Блум“ (Circolo Bloom[160]), театър за деца и младежи
- Театрална къща за деца и младежи (Casa del Teatro Ragazzi e Giovani[161])

#### Кина
Торино винаги е бил град, обърнат към изкуството и културата, сред които и киното.
В него се намира един от най-популярните музеи в Италия – първият и единствен музей на италианското кино, открит през 1956 г. в Палацо Киаблезе и от 2000 г. разположен в символа на Торино – Моле Антонелиана.

През 1980-те години група университетски преподаватели и кинокритици от Торино поставят началото, с подкрепата на местните власти, на кинофестивала Festival Cinema Giovani, който от 1997 г. носи името на Торинския филмов фестивал. Престижният независим кинофестивал, който се провежда всяка година от ноември 1982 г., става международна отправна точка, особено за експерименталното кино, и е на второ място в Италия след исторически Филмов фестивал във Венеция.
Tорино е италианският град, където за първи път е създадена филмовата индустрия поради неговата историческа, географска и културна близост до Франция на братята Люмиер. Точно тук през март 1896 г. създателите на кинематографа прожектират за пръв път филм в Италия, a през ноември същата година на ул. По прожекцията е с билети пред публика.
Първите италиански филмови студия отварят в Торино през 1907 г. режисьорът Джовани Пастроне прави един от първите колосални филми в историята на киното: „Кабирия“ през 1914 г., който е и първият пълнометражен филм в Италия с международно разпространение. Продуцентските къщи като Амброзио Филм, Италия Филм, Акуила и Студия „Ферт“ продължават да съществуват до 1937 г., когато в Рим е открита Чинечитà.
Пет са историческите кина на Торино: кино „Амброзио“ (Ambrosio Cinema) от 1914 г., кино „Лукс“ (Cinema Lux) от 1934 г., кино „Репози“ (Cinema Reposi Multisala) от 1947 г., кино „Нуово Романо“ от 1905 г. (под името „Люмиер“ (Cinema Lumiere) е най-старото действащо кино в града към 2019 г.) и първото кино на Торино – кино „Кинг Конг“ от 1907 г. (под името „Семейно кино“; несъществуващо към 2021 г.).
В Торино се раждат първото италианско авторско кино (кино „Романо“ в Субалпийската галерия през 1971 г.), основната национална филмова асоциация (Аяче Торино) и първият мултиплекс в Италия (Елизео през 1983 г.).
В Торино се провеждат филмовият ЛГБТ фестивал Lovers Film Festival, Международният фестивал на женското кино (Festival Internazionale di Cinema e Donne), Филмовият фестивал на младежкото кино (Sottodiciotto Film Festival), Филмовият фестивал за околната среда (CinemAmbiente), ViewConference Torino (изцяло посветен на виртуалната реалност) и Фестивалът на пиемонтското кино (18 gLocal Film Festival).
Днес Торино е едно от основните места за филмови и телевизионни продукции в Италия благодарение на ролята на Фондация „Торинска филмова комисия“ (Torino Film Commission).
Към март 2025 г. в града има 20 кина, някои от които предлагат авторско кино (Масимо, Чентрале, Романо, Дуе Джардини, Елизео, Братя Маркс, Барети, Анели).
- Кинокафе „Амброзио“ (Ambrosio )
- Кинотеатър „Барети“ (Cineteatro Baretti )
- Кино „Чентрале“ (Cinema Centrale )
- Кинотеатър „Анели“ (Cinema Teatro Agnelli )
- Кино „Класико“ (Cinema Classico )
- Кино „Дуе Джардини“ (Due Giardini )
- Кино „Национале“ (Nazionale )
- Кино „Братя Маркс“ (Fratelli Marx )
- Кино „Гринуич Вилидж“ (Greenwich Village )
- Кино „Идеал Ситиплекс“ (Ideal Cityplex )
- Кино „Масауа Ситиплекс“ (Massaua Cityplex )
- Кино „Масимо - MNC“ (Massimo MNC )
- Кино „Муви Планет Торино Лукс“ (Movie Planet Torino Lux )
- Кино „Репози Мултизала“ (Reposi Multisala )
- Кино „Спейс“ (The Space Cinema )
- Учи Синемас Лингото (Uci Cinemas Lingotto )
- Театро „Монтероза“ (Teatro Monterosa )
- Верига Торински кина (Circuito Cinema Torino )
  - Кино „Елизео“ (Eliseo)
  - Кино „Национале“ (Nazionale)
  - Кино „Романо“ (Romano)

##### Торино в игрални и телевизионни филми
- War and Peace (американски игрален филм от 1956 г., реж. Кинг Вайдър): много от сцените са заснети в Торино, особено бойните.
- The Italian Job (британски игрален филм от 1969 г., реж. Питър Колинсън): група британски крадци пристига в Торино на борда на три миникупъра, за да организира обир срещу конвой, който транспортира приходите на FIAT от летище Торино-Казеле до града.
- Profondo Rosso (италиански игрален филм от 1975 г., реж. Дарио Ардженто): действието на този трилър-филм на ужасите се развива във въображаем град, но повечето сцени са заснети в Торино.
- La donna della domenica (италиански игрален филм от 1975 г., реж. Луиджи Коменчини): полицейски филм, чието действие се развива в Торино
- Torino violenta (италиански игрален филм от 1977 г., реж. Карло Аузино): полицейски ноар филм, изцяло заснет в Торино, виждат се много известни места като пл. Статуто, пл. Кавур и бул. Франча.
- Американско жиголо (американски игрален филм от 1980 г., реж. Пол Шрейдър): главният герой Джулиан Кей (в ролята: Ричард Гиър), след кратък диалог на френски с красива непозната (в ролята: Лорън Хътън), казва, че е роден в Торино и че е учил в Нант.
- Хана и нейните сестри (американски игрален филм от 1986 г., реж. Уди Алън): Главните герои Холи и Дейвид се срещат за първи път в Метрополитън опера в Ню Йорк, докато „Манон Леско“ от Джакомо Пучини е на сцената. Сцените вътре в театъра обаче са заснети в Театър „Реджо“ в Торино. Алън избира това място, именно защото операта на Пучини е представена за първи път на сцена там на 1 февруари 1893 г.
- A che punto è la notte (италиански телевизионен минисериал от 1994 г., реж. Нани Лой): сцени в квартал Фалкера. С Марчело Мастрояни.
- Vivere (италианска сапунена опера от 1999 – 2008 г.)
- Santa Maradona (италиански пълнометражен игрален филм от 2001 г., реж. Марко Понти): изцяло заснет в Торино.
- Così ridevano (италиански игрален филм от 1998 г., реж. Джани Амелио): филмът е верен портрет на Торино на икономическия бум и силната имиграция от Южна Италия.
- Cuori rubati (италианска сапунена опера от 2002 – 2003 г.): действието се развива в Торино.
- Елиза от Ривомброза (италиански телевизионен сериал от 2003 – 2005 г.): има сцени в Палацо Мадама, а в продължението „Дъщерята на Елиза“ (2007 г.) – във Вила на кралицата.
- Dopo mezzanotte (италиански игрален филм от 2004 г., реж. Давиде Ферарио): действието се развива в Торино, а половината от него – в Националния музей на киното. Печели „Давид на Донатело“ и две награди на Берлинския филмов фестивал.
- Розовата пантера 2 (американски игрален филм от 2006 г., реж. Харълд Цварт): в началната част на филма е показана панорама на Торино и интериорът на Торинската катедрала, където е открадната Светата плащаница. В действителност панорамата не е истинска, нито пък църквата. Във филма е показано, сякаш плащаницата се пази зад стъклена витрина, въпреки че това не е вярно.
- Аз съм легенда (американски игрален филм от 2007 г., реж. Франсис Лорънс): във филма, когато главният герой гледа записите на стари телевизионни новини, е показан пл. „Сан Карло“. Записът, използван във филма, всъщност е действителният запис на връзка, осъществена по време на XX зимните олимпийски игри през 2006 г.
- Il divo (италиански игрален филм от 2008 г., реж. Паоло Сорентино): заснет в Палацо Салуцо Паезана, Палацо Бираго ди Боргаро, Палацо дей Драги, виа Карло Алберто, затвор „Лорусо и Котуньо“, Кметството и на моста Росини.
- Il bene e il male (италиански телевизионен сериал от 2009 г.): действието се развива в Торино.
- Vincere (италиански игрален филм от 2009 г. , реж. Марко Белокио): заснет на различно места в града като виа Палацо ди Чита, Галерия „Сан Федерико“, бивш старчески дом „Повери веки“.
- La solitudine dei numeri primi (италиански игрален филм от 2010 г., реж. Саверио Костанцо), по едноименния роман („Самотата на простите числа“) на Паоло Джордано: действието се развива в Торино, сред парковете, покрити с есенни листа и елегантни сгради, което допринася тази продукция да стане майсторска.
- Търговски център (италианска сапунена опера от 2001 – 2016 г.): от 2007 г. в много сцени могат да се видят основните забележителности на града. Използва повечето външни места за домовете на главните герои, полицейския участък „Франко Балбис“, затвора, болницата и главните площади.
- Questo nostro amore (италиански телевизионен сериал от 2012 – 2018 г.): действието се развива в Торино
- Natale a 4 zampe (италиански телевизионен филм от 2012 г. с Масимо Болди): по-голямата част от филма е заснет в Торино
- Mirafiori Lunapark (италиански игрален филм от 2014 г., реж. Стефано Ди Полито): поетична картичка на закриването на фабриката на Фиат в квартал Мирафиори Суд.
- Вдъхновявайки се от филма The Italian Job, в епизода „Циганката от Будапеща“ на американския телевизионен сериал MacGyver е възпроизведено известното преследване сред торинския трафик, като са преработени някои сцени, а също така се използват сцени от оригиналния филм като например преследването на тестовата писта на автомобила, разположена на покрива на бившия завод на ФИАТ в Лингото.
- Lazzaro felice (италиански игрален филм от 2018 г., реж. Аличе Ровахер): сцени от Галерия Умберто I, Порта Палацо и северните покрайнини на града.[172][173]

## Медии

### Преса
Торино има историческа традиция в областта на издателската дейност. Концентрацията на издателствата в града е по-висока от средната за страната и все още днес 50% от италианските училищни и университетски издателства са базирани в Торино, с честота от 30% от националния пазар на училищната книга.
Освен това над 90% от националната издателска продукция е концентрирана в Торино с голям печатен шрифт за хора с увредено зрение. Торино също е място за типографски експерименти.
В столицата на Пиемонт се раждат важни издателства като:
- UTET
- SEI – Società Editrice Internazionale
- Einaudi
- Bollati Boringhieri
- Finanze & Lavoro
- Rosenberg & Sellier
- Claudiana
- Clut
- EDT (editore)
- Lattes Editori
- Loescher
- Paravia
- G. Giappichelli Editore
- Il Capitello
- Centro Scientifico Torinese
- Umberto Allemandi & C.
- Elledici
- Comunicando
- Codice Edizioni
- Vittorio Pavesio Productions
- SAIE Editrice
- Edisco
- Petrini Editore
- Viglongo
- Editrice Il Punto
- Daniela Piazza Editore
- Minerva Medica
- Vivalda Editori
- Seneca Edizioni
- INSTAR Libri
- Cosmopolis Edizioni
- Edizioni ESAV
- HAPAX Editore
- Edizioni Gruppo Abele
- Editrice Antonelliana
- Agorà Edizioni scolastiche
- Edizioni Camilliane
- Ananke Edizioni
- Fogola Editore
- Ariete Multimedia
- Nino Aragno Editore
- Bradipolibri Editore
- Arethusa Edizioni
- UNO Editori
- CET Casa Editrice Torinese
- ISEDI
- Paola Caramella Editrice

Освен това от 1988 г. в Торино се организира Международният панаир на книгата.

#### Периодични издания
В миналото седалище на важни национални вестници като Gazzetta del Popolo и Stampa Sera, към 2021 г. в Торино са базирани в. Ла Стампа (един от най-популярните италиански ежедневници), в. Тутоспорт (на трето място от трите национални спортни всекидневника в Италия по брой продадени копия) и в. КронакаКуи (вестник за Пиемонт). Местните редакции на в. ла Република, ил Джорнале и Кориере дела Сера също са базирани в града. Издава се и местното издание на free press ежедневника Metro, седмичника Però, месечното Torino Magazine и двумесечника Extratorino. В града се намират и редакциите на различни периодични издания, посветени на изкуството и културата, като Il Giornale dell'Arte, Il Giornale dell'Architettura и Il Giornale della Musica. Община Торино от 2004 г. издава периодичното издание CittAgorà.

#### Радио
Торино в продължение на десетилетия е централата на EIAR, а след това на Rai и следователно е градът, от който произлизат повечето радиопредавания в ерата, в която все още няма телевизия (1927 – 1954).
Основните радиостанции в града са: Radio Manila, Radio GRP, Radio 2000 Blackout, Radio Veronica One, Radio Torino International (последното излъчва програма на румънски език).

#### Телевизия
Торино е една от основните седалища на телевизионен продуцентски център Rai, подобно на тези в Рим, Милано и Неапол. Откакто стартира програмите си през 1954 г., центърът на Торино е и първият на телевизионната компания. Преди Rai Торино, от 1927 г., е седалище на центъра за управление EIAR.
Други телевизионни оператори с регионално излъчване са Quartarete TV, GRP Television, TST, Quinta Rete, Videogruppo Piemonte, Rete7 Piemonte и Telesubalpina (последният е затворен през 2019 г. и е заменен от Radio Bianconera TV).

#### Други медии
Торино е вторият италиански град, появил се в 3D видеоигра, но първият (също и в Италия) в ролята на реалния град, където е възможно да се скиташ свободно из многобройните му улици. През 2001 г. Rockstar Games създава The Italian Job, вдъхновена от филма The Italian Job, заснет отчасти в Торино през 1969 г. Макар че в играта градът е много различен от реалността, все още има трамвай номер 13, река По и много исторически сгради, които реално съществуват.
Отново вдъхновена от филма The Italian Job и използвайки три миникупъра, уелската група Стереофоникс заснема в Торино видеото на песента си Pick a part that's new.

## Икономика
Торино е третият италиански икономически център за брутен вътрешен продукт. През 2011 г. има БВП от 37,6 млрд. евро и общински дълг от 3,2 млрд. евро, което го прави втората най-задлъжняла община в Италия след Милано и тази с най-висок дълг на глава от населението. През 2014 г., след тежката рецесия, която удря града, БВП, който от 2007 до 2013 г. има намаление от 11,5%, се стабилизира на 36 милиарда, докато дългът пада под 3 млрд. евро.
Торино има едно от най-високите нива на безработица в Северна Италия, което възлиза на 12,9% през 2014 г., като тенденцията следва средната за страната от 2008 г. Нивото на безработица през 2019 г. е 8,3%. Заедно със своята провинция е на върха на италианския износ, като се нарежда на второ място сред италианските провинции по стойност на износа.
Градът се счита за една от европейските автомобилни столици и в него и околностите му присъстват някои от най-важните компании в сектора: FCA Италия, Комау, Тексид, Манети Марели, Италдизайн Джуджаро, Пининфарина и Ивеко. В Торино са основани италианските автомобилни марки Фиат и Ланча. Силните корени на автомобилния сектор на територията са благоприятствани и от университетска система с изключителни учебни програми на национално равнище (Политехническият университет в Торино например е единственият в Италия, който предлага специалност по автомобилно инженерство) и от наличието на значими университети по дизайн като Европейският институт по дизайн (IED) и Институтът по приложно изкуство и дизайн (IAAD).
В района на Торино има централи и производствени предприятия на CNH Industrial, работеща в сектора на капиталовите стоки и един от основните лидери в сектора, и на Фиат Крайслер Отомобайлс, където Торино става основен за растежа на Мазерати: в близкия град Груляско се произвеждат Мазерати Гибли и Мазерати Куатропорте, а новият модел Мазерати Леванте се произвежда в завода Мирафиори от началото на 2016 г. Нивата на заетост в автомобилния сектор остават почти стабилни в периода 2012-2014 г., влошаването се дължи на съкращения, които започват да намаляват едва през 2014 г. благодарение на възстановяването на инвестициите и рестартирането на основните автомобилни европейски пазари.
Приносът на индустриалната автоматизация за нарастващата интернационализация на икономиката на Торино също е важен с присъствието на компании като Прима Индустрие и Комау, като Комау (сред първите 4 в Европа по отношение на оборота) прави в световен план роботите за основните автомобилни групи.
В Торино е силно развит банковият сектор с Интеза Санпаоло – първата италианска банка по пазарна капитализация и третата в еврозоната, и застрахователният сектор с Реале Мутуа Асикурациони. Банковите фондации Компания ди Сан Паоло и Фондационе CRT работят в социалните, културните и филантропските област, и са съответно втората и третата по големина банкова фондация в Италия по отношение на активите: първата е основен акционер в групата Интеза Санпаоло, а втората е част от акционерната структура на Уникредит. Частното банкиране и инвестиционните банки Фидеурам и Банка Интермобилиаре също са базирани в Торино, както и по-малката Банка дел Пиемонте.
Други важни компании в района на Торино са Лаваца, Кафе Верняно, Мартини и Роси, Алпитур, Риплай, Авио Аеро, Бейсик Нет (Робе ди Капа), Карло Пинятели, Де Фонсека, Сабелт, Спарко, Севън, Урмет и Армандо Теста Груп. Различни италиански клонове на чуждестранни компании като Сузуки, Водафон Италия, Бавария, Diageo, Мишлен, Кимбърли-Кларк, Петронас, Мидзуно и СКФ също имат регистрирани офиси в Торино или в неговия метрополен град.
През годините градът преминава през дълга фаза на индустриално преобразуване, както поради кризата на металообработващата промишленост, така и поради тенденцията на компании в развитите страни да прехвърлят производството си в развиващите се страни. От 1980-те години Торино преживява важна фаза на аутсорсинг, като същевременно остава един от основните италиански и европейски индустриални центрове. Има много компании, които избират Торино, сред които и Дженеръл Мотърс, която решава да запази изследователската си база там за тестване на дизелови двигатели. С мрежа от над 350 компонентни компании Търговската камара на Торино избира 145. Проектът From Concept to Car има за цел да популяризира съвършенството на автомобилния сектор по целия свят.
През годините се наблюдава бум в компютърния и електронния сектор. Към вече съществуващата изследователска дейност на Политехническия университет на Торино, Института „Марио Боела“, Института „Галилео Ферарис“ и Изследователския център на Фиат се присъединява дейността на информационния квартал Torino Wireless, който принадлежи към мрежата от италиански райони, признати от Министерството на университетите и изследвания. Създаден да координира всички научноизследователски и производствени дейности на ИКТ сектора в района на Торино, в момента в него участват около 6000 компании. Друга важна операция е преобразуването на част от площта, заета от фабрика Мирафиори, благодарение на подкрепата на проекта Torino Nuova Economia, в който, също благодарение на сътрудничеството с Политехническия университет, се помещава Центърът по дизайн.
Олимпийското събитие през 2006 г. спомага за облекчаване на икономическата стагнация. Големи обществени поръчки като тези за ЖП тунелната линия Passante Ferroviario, метрото и le Spine преначертават лицето на града.
Люлката на италианското кино, благодарение на асоциацията Torino Film Commission градът става популярен фон за заснемане и производство на филми, реклами и музикални видеоклипове. В Моле Антонелиана се помещава Националният музей на киното. В града освен това функционира и Чинепорто (Cineporto) – многофункционална структура, посветена на филмови продукции, уникална за Италия.
През 2014 г. ЮНЕСКО обявява Торино за creative city в категорията за индустриален дизайн. През 2016 г. градът е класифициран от GaWC като глобален град „Гама".

## Спорт
Торино има дълга спортна традиция: той е седалище на някои от първите италиански спортни клубове и на клубове с множество награди, както и място за провеждане на големи международни спортни събития.
Първият спортен клуб в града датира от 17 юни 1844 г., когато е основан първият италиански гимнастически клуб: Кралското гимнастическо дружество на Торино.  През 1863 г. е ред на най-старият гребен клуб в Италия: Reale Società Canottieri Cerea. През 1888 г. с името Италиански гребен клуб е основана Италианската федерация по гребане, последвана на 25 юни 1892 г. от Международната федерация по гребен спорт (FISA).
Торино също е много важен футболен град: освен че е седалище на два от най-старите и най-награждавани професионални клубове в Италия и в света: Ювентус (основан през 1897 г.) и Торино (през 1906 г.); в него през 1898 г. е основана Италианската федерация за футболна игра, днешна Италианската футболна федерация; на 8 май същата година на Велодрум „Умберто I“ се провежда първото официално футболно първенство.
Друг спорт, в който градът има важна традиция, е колоезденето: освен че на няколко пъти е домакин на етап от Обиколката на Италия, Торино е и последният етап на Милано-Торино – най-старото колоездачно състезание в света, проведено за първи път през 1876 г.
Тенисът също може да се причисли към важните спортове за града: освен че е седалище на Тенис клуб „Ювентус“ – трикратен шампион на Италианското първенство в Серия А1 за отбори, градът е домакин и на множество престижни турнири, включително тези, играни от националния отбор за Купа Дейвис в шест издания на състезанието, както и единствено място за Купата на федерацията през 1966 г.. Финалите на ATP от 2021 до 2026 г. също са в Торино.
Друг примат на града е представен от ръгбито. Торино може да се похвали с правото да е роден град в Италия както на ръгби с 15 играча (или т.нар ръгби съюз), така и на Ръгби с 13 (ръгби лига).Именно в града през 1910 г. се провежда първият документиран ръгби мач с 15 играча, игран някога в Италия: това е демонстрационният мач между парижкия SC Universitaire и женевския Servette. В Торино освен това се ражда първият италиански ръгби клуб, който просъществува само за времето на приятелския мач срещу ръгби отбора Про Верчели. През 1952 г. там се провежда и първият вътрешен мач на Италианския национален отбор с 13 играча, завършил с 18-22 в полза на Франция (едва през 2008 г. Националният отбор с 15 играча изиграва първия си мач в Торино, завършил с 15 - 22 в полза на Аржентина).
Престижни в съответните им спортни дисциплини са отборите на Джагуари Торино (американски футбол) – шампиони през 1991 г., Сиспорт (баскетбол жени, 5 шампионата и една Шампионска купа) и CUS Torino (волейбол мъже, 4 шампионата и една Шампионска купа).
Други спортове, които се играят в града, са бейзбол, кърлинг, хокей на лед, водна топка, хандбал, фехтовка и тенис на маса. Освен това има силни традиции във второстепенните спортове като стрелба с лък, боче и еластична топка.

### Спортни събития
Най-голямата гордост на града е домакинството на Двадесетите зимни олимпийски игри от 10 до 26 февруари 2006 г., последвани през март от Деветите зимни параолимпийски игри.
На 14 май 2014 г. Торино е домакин на финала на Лига Европа на УЕФА между ФК Севиля и ФК „Бенфика“.
Друго изключително престижно събитие за Торино е тенис турнирът Тенис Мастърс Къп (ATP Finals) в пет издания: от 2021 до 2025 г.
Други забележителни състезания, провеждани в града, включват Световното първенство по фехтовка през 2006 г., Олимпийските игри по шах през 2006 г., Световното първенство по голф през 2006 и през 2022 г. за студенти, Зимната универсиада 2007 г., Световното първенство по волейбол за мъже 2018 г., както и няколко европейски спортни първенства.
През 2015 г. градът е удостоен с титлата на Европейска столица на спорта като отличил се на европейската спортна сцена. Това е признание, присъждано ежегодно от ACES Europe на градове, които се открояват с проекти, следвaщи етичните принципи на спорта.

### Спортни съоръжения
Благодарение на солидната си спортна традиция Торино разполага с най-съвременните спортни и развлекателни съоръжения: парк, реализиран благодарение на определянето на града за място за провеждане на ХХ Зимни олимпийски игри през 2006 г.
Сред структурите с капацитет над 10 000 места са стадион „Алианц“, Олимпийският стадион „Гранде Торино“, Паласпорт „Олимпико“ и  ПалаТорино. Други съоръжения с близък капацитет са стадион „Примо Небиоло“ и ПалаВела. Специално споменаване заслужава стадион Филаделфия, който е място на цикъла победи на Великя Торино през 1940-те години.

## Транспорт и инфраструктура

### Летища
Към декември 2019 г. Торино има едно действащо международно летище – Торино Казеле (Aeroporto di Torino Caselle). Линия sfmA го свързва с ЖП и автобусна гара Торино Дора GTT за 19 мин., от където автобусната линия Дора експрес (Dora Express) свързва пътниците с ЖП гара Торино Порта Суза за 15 мин.

### ЖП гари
Към декември 2019 г. в града има следните действащи ЖП гари:
- Гара „Торино Порта Нуова“ (Stazione di Torino Porta Nuova) – най-голямата гара в града и една от най-големите ЖП гари в Италия, с 20 перона. През нея преминават ЖП линиите Торино-Милано, Торино-Генуа / Алесандрия-Пиаченца, Торино-Фосано-Савона / Фосано-Кунео-/Кунео-Лимоне-Вентимилия и ЖП линия 3 на Метрополен град Торино (SFM3) Торино-Бардонекия, както и международни влакове. На нея спират много автобуси и трамваи, както и метрото.
- Подземна гара „Торино Порта Суза“ (Stazione di Torino Porta Susa) – втората по важност гара в града, с 6 перона. Построена е през 2008 г. и наследява старата гара „Торино Порта Суза“. На нея спират регионалните влакове на Пиемонт и влаковете InterCity в посока Торино Порта Нуова и Милано, бързите влакове в посока Франция/Порта Нуова и Милано-Рим, както и влаковете на ЖП мрежата на Метрополен град Торино (SFM) в посока Пинероло-Киери-Асти-Фосано-Алба и Кивасо-Торино Стура-Ривароло. На нея спират много автобуси и трамваи, както и метрото.
- Гара „Торино Лингото“ (Stazione di Torino Lingotto), третата най-важна гара в града, с 13 перона. През нея минават локалните и регионалните влакове за Торино Порта Суза и Торино Порта Нуова, линиите 1, 2, 4, 6 и 7 на ЖП мрежата на Метрополен град Торино (SFM1, SFM2, SFM4, SFM6, SFM7). На нея спират различни автобуси.
- Гара „Торино Стура“ (Stazione di Torino Stura), най-северна гара на града, с 9 перона. Една от най-важните гари за ЖП мрежата на Метрополен град Торино (SFM). От там тръгват линиите за Алба, Асти и Фосано. На нея спират различни автобуси и трамваи.
- Подземна гара „Торино Ребауденго Фосата“ (Stazione di Torino Rebaudengo Fossata), с 2 перона. На нея спират само влаковете по ЖП мрежата на Метрополен град Торино (SFM).
- Гара „Торино Мадона ди Кампаня“ (Stazione di Madonna di Campagna), с 2 перона, подземна спирка на ЖП линия Торино-Черес. През нея минават всички влакове на sfmA. Предстои да бъде заместена от гара Гросето (Stazione di Grossetto).
- Гара „Торино Дора“ (Stazione di Torino Dora), с 3 перона, която предстои да бъде закрита. От нея тръгва регионалната линия в посока Черес, минаваща през летище Торино Казеле, Венария Реале и Вали ди Ланцо. Интегрирана е с линията на италианските държавни железници на близката гара „Торино Ребауденго Фосата“.

### Пътища и магистрали
При Торино се срещат 5 автомагистрали (сред които тази за Франция е особено важна), както и магистрален възел:
- A4 Торино – Милано – Бреша – Верона – Венеция – Триест
- A5 Торино – Ивреа – Аоста – тунел Монблан
- A6 Торино – Фосано – Савона
- A21 Торино – Алесандрия – Пиаченца – Бреша
- А32 Торино – Суза – Бардонекия – тунел Фрежюс
- Магистрален възел RA10 Торино – Казеле Торинезе – Летище Казеле

### Околовръстен път
Околовръстният път на Торино е A55, разделен на Северен и на Южен околовръстен път. Върви от североизток на югоизток, преминавайки по полукръг в западна посока. Той включва и маршрута от Торино до град Пинероло. Отсечката, която липсва на изток (Tangenziale Est di Torino), е в процес на изграждане. Околовръстният път на Торино включва също и магистрален възел A4 Торино-Милано и първостепенен междуградски път S.S. 11 Горна Падания от 3,13 км.

### Градска мобилност
- Торинско метро. То е с една линия, пусната в употреба на 4 февруари 2006 г. по случай Зимната олимпиада в Торино. Тя има 21 станции и е дълга 13,2 км, а времето за транзит е 25 мин. Началните линии са Ферми и Лингото. Метрото е изцяло автоматизирано (без водач). Строи се удължаването на линията до съседни на Торино градове. Има и проекти за втора и трета линия.[206]
- Трамвайна мрежа. Тя е най-старата в Италия, като началото ѝ е през 1871 г., когато трамваите са теглени от коне.[207] Управлява се от GTT – Торинска група „Транспорти“ (Gruppo torinese transporti) и има следните линии: 3, 4, 7, 9, 10, 13, 15 и 16, както и някои извънредни линии като 13, 15, 16 CD и 16 CS.[208]
- Автобусна мрежа, под ръководството на GTT. Има ок. 80 редовни и извънредни линии, които циркулират в града и го свързват с близките до него общини. Линиите са: 1, 2, 5, 5/, 6, 10 navetta, 11, 12, 13 navetta, 14, 17, 17/, 19, 19 navetta, 20, 21, 27, 29, 30, 32, 33, 34, 35, 35 navetta, 36, 36 navetta, 38, 38, 40, 41, 42, 43, 44, 45, 45/, 46, 46 navetta, 47, 48, 49, 50, 51, 52, 53, 54, 55, 5,6 57, 58, 58/, 59, 59/, 60, 61, 62, 63, 63/, 64, 65, 66, 67, 68, 69, 70, 71, 72, 72/, 73, 74, 75, 76, 77, 76, 78, 79, 80, 82, 83, 84, 102, CP1, SE1, SE2, VE1, 1 Киери, 2 Киери, 1 Никелино, 1 Орбасано, 2 Ривалта, Венария Експрес, Риволи Експрес и Дора Експрес. Има и следните нощни автобуси: Night Buster 1 оранжев, Night Buster 4 червен, Night Buster 4 светлосин, Night Buster 5 лилав, Night Buster 10 жълт, Night Buster 15 розов, Night Buster 18 син, Night Buster 57 златен, Night Buster 60 сребърен и Night Buster 68 зелен. Има и електрически линии Star 1 и Star 2, които свързват основните паркинги в града със забележителностите му.[209]
- Трамвайна линия Саси-Суперга (Tramvia Sassi-Superga), известна и като dentiera, дълга 3,1 км, която свързва квартал Саси с Базиликата Суперга, разположена на хълма Суперга над града. Линията е открита на 27 април 1884 г. по време на провеждането на Общото изложение на Италия като първата парна надземна въжена железница в Италия.

### ЖП мрежа наМетрополен град Торино(Servizio feroviario metropolitano di Torino – SFM)
Услугата SfmA съществува от 9 декември 2012 г. и се състои от 8 линии (1, 2, А, 3, 4, B, 6 и 7), управлявани от Трениталия (Trenitalia) и Торинезе Траспорти Груп (Torinese Trasporti Group). Има около 500 км пробег, 365 влака в работен ден и 93 свързани станции, от които 8 са торински гари. SFM предлага връзка между различните райони около Торино, Кунео и Асти, което позволява редовните връзки между регионалните влакове на Пиемонт, междуселищните и високоскоростните влакове, трамвайната мрежа на Торино и градските автобусни линии с междуградските автобуси и с Торинското метро.

## Магия и окултизъм
Торино е не само дом на Светата Плащеница и на социалните светци от 19 век като Джовани Боско или Джузепе Бенедето Котоленго.
Градът е известен и с традициите на магията и окултизма. Един от италианските автори, които говорят за необичайния му произход, е Емануеле Тезауро в неговата Della Historia della città di Torino от 1678 г., посветена на Кралската мадам Мария Жана Батиста Савойска-Немур. Савойският херцог Емануил Филиберт Савойски пък храни силен интерес към алхимията. Историкът от 19 век Луиджи Чибрарио разказва, че през 1648 г. е разкрит заговор, който си служи с черна магия с цел да убие Мария Кристина Бурбон-Френска: отговорните – монах на име Гандолфи, адютантът Джойа и сенаторът Силано са арестувани.  Популярни легенди твърдят, че Торино е пресечен от гъста мрежа от тунели и подземия, използвани от Савойската династия и благородниците за придвижване инкогнито. От известно време в града има гидове, които организират обиколки с екскурзовод на мистериите на Торино. Обиколките се наричат „Магически Торино“ (Torino magica) и „Подземен Торино“ (Torino sotterranea).
През 1556 г. в Торино отсяда Нострадамус. В града живее и известният екстрасенс Густаво Адолфо Рол (1903 – 1994). Калиостро, Парацелз, граф Сен Жермен и Фулканели също се появяват в Торино.
От строго историческа гледна точка произходът на тази традиция според някои се открива в епохата на Рисорджименто и в мащабната кампания на дискредитация, организирана срещу града от Римската курия, която е в разрез с националното единство. На 4 май 1850 г. напр. архиепископът на Торино монсеньор Луиджи Франсони е арестуван за отказа му да се яви в съда, виновен, че е поканил енорийските свещеници от Кралство Сардиния да се съпротивляват на прилагането на законите на Сикарди. На 10 април апостолският нунций в Торино в знак на протест напуска града. Според други мнения градските власти, държавата, общината и Савойският двор са толерирали и подкрепяли масонските кръгове, теософските и спиритическите общества, като по този начин са благоприятствали един вид ожесточена „конкуренция“ на Католическата църква, способствайки и за появата на мита за магическия град Торино. Свободата на мисълта и известен антиклерикален дух са подпалени след Обединението на Италия чрез позитивисткия прогресизъм и зараждащото се работническо движение.
Масонските символи присъстват в много сгради и в някои гробници на Монументалното гробище в Торино. Напр. Леонардо Бистолфи – скулптор и политик, важен представител на италианския символизъм от 19 век, създател на надгробни паметници, е масон.
За езотериците положителната магия на Торино се ражда от „бялото сърце“ на пл. „Кастело“ и Торинската катедрала, в която се съхранява Светата плащаница, до църквата „Гран Мадре ди Дио“ (Великата Божия майка) и Моле Антонелиана, която сочи към небето. Отстрани на стълбището, което води до входа на църквата на Великата Божия майка, има две статуи, изобразяващи Вярата и Религията, между които би трябвало да се намира скривалището на Свещения Граал.
Паметникът на Падналите при Фреюс на пл. „Статуто“ по идеята на графа на Вельо Марчело Панисера, открит на 26 октомври 1879 г. по случай откриването на едноименния тунел Фреюс, е сочен от езотериците като „черното сърце“ на града по две причини: защото се намира на запад и следователно в неблагоприятно положение поради залез слънце, и защото там по римско време се е намирало vallis occisorum – мястото за екзекуции и погребения. На това място се е намирала бесилка, която остава векове наред на пл. „Статуто“ и която впоследствие е преместена от французите на кръстовището между бул. Реджина Маргерита и ул. Чиня: il rondò 'd la forca (от пием. Кръстовище на бесилото). На високата пирамида на паметника са поставени големи камъни от разкопаването на тунела, върху които се намират телата на свалените титани от светъл мрамор, а точно на върха – Крилатият гений на науката, носещ на главата си петолъчка. Творбата е алегория на триумфа на разума над грубата сила, отражение на позитивисткия дух на времето, в което е направена. В народната традиция обаче този първоначален смисъл се наслагва върху друг, според който паметникът възхвалява страданията, понесени от миньорите за работата. Според езотериците епицентърът на лошата енергия е локализиран именно на мястото на паметника, на чийто връх се намира самият Луцифер. Според друга хипотеза епицентърът би трябвало да съвпада с астролабия на малкия обелиск зад паметника. Всъщност обелискът е издигнат през 1808 г. на геодезическа точка в памет на тригонометрично изчисление от 1760 г. по дължината на част от земния меридиан (gradus taurinensis), извършено заедно с други географски точки в пиемонтските общини Риволи, Андрате и Мондови. Следователно Дяволът държи крилата си разперени точно по върха на черния триъгълник, свързвайки Торино с Лондон и Сан Франциско – два града, еднакво богати на мистерии и сценарии на ужасни престъпления. Легендата, виждаща тези три града свързани, е една от най-известните в света, но от трите посочени места Торино остава най-интересното като единственият град, разделен наполовина: той всъщност е и върхът на т. нар. „бял триъгълник“, който образува с Прага и Лион.
Според някои голяма част от историята е легенда. Вярно е обаче, че градът играе влиятелна роля в Обединението на Италия в средата на 19 век. В противовес на папата (твърд противник на Обединена Италия) управляващата Савойска династия, от която идва първият италиански крал, кани преследвани религиозни групи да дойдат в Торино, за да изповядват вярванията си свободно. В града идват протестанти, евреи и дори мормони (Книгата на Мормон е преведена на италиански за първи път в Торино). За Католическата църква Торино става град на култове.
От 1998 г. в града има нощни обиколки, вдъхновени от литературните традиции, които превръщат Торино в магьоснически град; една от тях се появява в допълнителното съдържание към филма на Дарио Ардженто Giallo от 2009 г. и е цитирана от американския вестник Вашингтон Поуст в статията му за Торино на 29 юли 2007 г.

## Други споменавания на града
На Торино е посветен астероидът 9523 Торино във връзка с едноименната скала на опасност (Скала Торино) на обекти от тип NEO (близкоземни астрономически обекти).
На града е посветен автомобилът Форд Торино. Това е модел купе, много популярен в САЩ през 1970-те години. Той се използва от агент Старски в телевизионния сериал Старски и Хъч. Името на модела "GT" се появява и през 2008 г. във филма Гран Торино, режисиран и с участието на Клинт Истууд.

## Администрация
Първите свидетелства за управлението на града датират от документ от 827 г. относно мнение на имперския пратеник Бозон за свада; в документа се споменават трима скабини на Торино: Сунифре, Джовани и Герардо.
Вторият документ, в който може да се разпознае присъствието на административни фигури на града, е акт (Breve recordationis de conventione facta inter Taurinenses cives et Ribaldum de Ripalta), съставен от нотариуса на Торино Оджерий на 30 юни 1149 г., в който се споменават някои консули на Торино (Taurinenses consules): Улрико и Бонджовани Дзука, Таурино Руфо, Таурино Дудоло, Родолфо Алесандра и Ансалдо Фибентария. Консулската служба не е уникална и варира както по брой, така и по изпълнявани функции, които варират от правораздаване до управление на обществените дела и упражняване на изпълнителната власт. Освен това има подразделяне въз основа на произхода на „Главните консули“, които са от аристократично семейство и за тях са запазени най-престижните позиции, и „Малките консули“ от народен произход с по-малко важни задачи.
Консулската структура съществува до 1149 г., когато социалното напрежение и нарастващото превъзходство на града над околните територии довеждат до създаването на биполярна система на власт с назначаването на имперския подест: Томазо Девети от Анон; след кратка скоба през 1199 г., в която благородниците възвръщат властта в града, от 1200 г. подестът става най-важната фигура на градската власт.
През 1270 г. градът преминава под владението на Шарл I Анжуйски и с изгонването на подестта като кралски викарий е назначен Пиетро ди Брайда от Алба. Фигурата на викария обаче е по-тясно свързана с фигурата на господстващия господар и следователно градската администрация е делегирана на сложна система, формирана от фигури като киаварии (или клаварии), кметове, капитани и съветници (или групи съветници: credenzia major, credenzia minor и парламент).
Тази сложна институционална организация продължава до 1562 г., когато херцог Емануил Филиберт Савойски модернизира градския административен апарат, намалявайки броя на съветниците до 62 („Генерален съвет“); сред тях 22 („Ограничен съвет“) имат задачата да избират годишно от двама до четирима декуриони, които освен в изключителни случаи, произхождат от аристокрацията. Първите трима декуриони са избрани през 1564 г.: Паоло Николо, Лоренцо Номис и Бернардино Ранцо. От 1564 до 1801 г. (включително и при Сардинското кралство) начело на града са декуриони, избирани всяка година.
От 1801 до 1814 г. има двама френски maire.
От 1814 до 1848 г. начело стоят кметове, избирани всяка година, а от 1848 до 1861 г. се редуват 5 кмета, назначени с Кралски указ.
По времето на Кралство Италия (1861 - 1946 г.) има, както следва: 7 кмета, назначени от правителството (1861-1889), 14 кмета, избрани от Общинския съвет (1889-1926), 9 подеста, избрани от правителството (1926-1945) и 1 кмет, номиниран от Префекта (1945-1946).
От 1946 г. насам, когато Италия е република, има както следва: 17 кмета, избрани от Общинския съвет (1946-1993) и 5 кмета, избрани от гражданите (1993 - понастоящем). От 27 октомври 2021 г. кмет на града е Стефано Ло Русо от лявоцентристката Демократическа партия (PD).

## Побратимени градове
- Шамбери, Франция (1957)
- Кьолн, Германия (1958)
- Еш сюр Алзет, Люксембург (1958)
- Лиеж, Белгия (1958)
- Лил, Франция (1958)
- Ротердам, Нидерландия (1958)
- Шънян, Китай (1985)
- Тирана, Албания (1985)
- Кордоба, Аржентина (1988)
- Кацалтенанго, Гватемала (1997)
- Детройт, САЩ (1998)
- Газа, Палестина (1999)
- Глазгоу, Великобритания (2003)
- Нагоя, Япония (2005)
- Солт Лейк Сити, САЩ (2006)[241]
- Тирана, Албания (2009)
- Измир, Турция (2012)
- Росарио, Аржентина (2013)